# Max Wissel
Maximilian „Max” Wissel (ur. 24 listopada 1989 roku w Alzenau) – niemiecki kierowca wyścigowy.

## Kariera
Wissel rozpoczął karierę w międzynarodowych wyścigach samochodowych w 2006 roku od startów w Formule BMW ADAC, gdzie raz stanął na podium. Z dorobkiem 45 punktów został sklasyfikowany na jedenastej pozycji w końcowej klasyfikacji kierowców. W późniejszym okresie Niemiec pojawiał się także w stawce Światowego Finału Formuły BMW, Superleague Formula oraz Północnoeuropejskiego Pucharu Formuły Renault 2.0.